# 2000년 대한민국
이 문서는 2000년 대한민국에서 일어난 사건을 다룬다.

## 재임자
제6공화국 (국민의 정부)
- 대통령 : 김대중
- 국무총리 : 김종필 (~1월 12일), 박태준 (1월 13일~5월 19일), 이한동 (5월 23일~)
  - 국무총리 대행: 이헌재 (5월 19일~5월 23일)

## 사건
[남북 공동 선언] 2000년 6월 15일 북한 평양, 김대중 대통령과 북한 국방위원장 김정일이 남북 관계 개선과 평화통일 노력을 위해 발표한 공동 선언
김연철. (2010). 한국민주화의 성과와 한계 ; 김대중,노무현 정부 10년의 남북관계. 기억과 전망, 22(0), 109-141.